# کردآباد (اسکو)
کردآباد یکی از روستاهای استان آذربایجان شرقی است که در دهستان گنبر بخش مرکزی شهرستان اسکو واقع شده‌است. این روستا در غرب گنبرف و در شرق مجارشین قرار گرفته‌است. کردآباد دومین روستای پرجمعیت دهستان گنبر پس از مرکز دهستان است. این روستا در کنار کوه اوریان-که مرتفع‌ترین کوه منطقه‌است- واقع شده‌است. همچنین رودخانهٔ گنبر چایی از کنار کردآباد می‌گذرد.این روستا ۲۳۹۶ نفر جمعیت دارد.